# Matthias Schnegg
Matthias Schnegg (* 10. Oktober 1947) ist ein deutscher römisch-katholischer Priester des Erzbistums Köln.

## Leben
Matthias Schnegg war von 1976 bis 1980 als Lehrer in der Liebfrauenschule in Köln, dann als Pfarrer und Dechant in Frechen tätig. Später übernahm er die Aufgabe des Diözesancaritaspfarrers (Geistlicher Beirat des Caritasverbands) im Erzbistum Köln, außerdem die des Pfarrers an zwei romanischen Kirchen Kölns, St. Maria im Kapitol und St. Maria in Lyskirchen.
Schnegg engagiert sich außerdem in der Hospiz- und Trauerarbeit. Unter dem Dach der Caritas-Stiftung des Erzbistums Köln gründete er 2007 die AGAPE-Stiftung Matthias Schnegg zur Unterstützung suchterkrankter Wohnungsloser.
Er ist Geistlicher Begleiter der AG der ehrenamtlichen Gemeindecaritas im Erzbistum Köln.

## Werke (Auswahl)

### Publikationen in Buchform
- Matthias Schnegg: Damit es Freude macht. 68 Spielmodelle für Kindergottesdienste an Sonn- u. Festtagen und für verschiedene Anlässe. Freiburg im Breisgau, Basel Wien 1980, 2. Aufl. 1981, ISBN 3-451-19037-0.
- Matthias Schnegg: Wir spielen und feiern : neue Gottesdienstmodelle. Freiburg im Breisgau,  Basel, Wien 1984, ISBN 3-451-20057-0.
- Matthias Schnegg: Lichtblicke : Texte für Jugendgottesdienste. Freiburg im Breisgau, Basel,  Wien 1981, 2. Aufl. 1985, ISBN 3-451-19433-3.
- Matthias Schnegg (Autor), Luigi Benna (Übersetzer): Celebriamo con gioia. 68 modelli di celebrazioni liturgiche per fanciulli per i giorni festivi e feriali e per varie circostanze. (ital:) Damit es Freude macht. Torino 1991, (= Collana Sussidi per la pastorale dei fanciulli e dei preadolescenti, Band 10), ISBN 88-01-11100-2.
- Matthias Schnegg (Autor), Francesca Ricci (Übersetzerin): Celebrare giocando. 83 nuovi modelli di celebrazioni liturgiche con i fanciulli per i diversi tempi dell'anno. (ital:) Wir spielen und feiern. Torino 1991, (= Collana Sussidi per la pastorale dei fanciulli e dei preadolescenti, Band 12) ISBN 88-01-11131-2.
- Matthias Schnegg: Spielen im Haus des Herrn. Neue Modelle für Gottesdienste mit Kindern.  Freiburg im Breisgau. Basel, Wien 1991, ISBN 3-451-22426-7.
- Agnes Laurs (Autorin), Matthias Schnegg (Autor), Michael Spohr (Autor). ALPHA Rheinland (Hrsg.): Befähigung Ehrenamtlicher zur Trauerbegleitung : ein Modell des Hospiz in Frechen e.V. Bonn 1999, ISBN 3-933154-34-0.
- Monika Müller, Matthias Schnegg: Unwiederbringlich – vom Sinn der Trauer : Hilfen bei Verlust und Tod. Freiburg im Breisgau, Basel, Wien 1999, (= Herder-Spektrum, Band 4396), ISBN 3-451-04796-9.
- Monika Müller, Matthias Schnegg: Der Weg der Trauer. Hilfen bei Verlust und Tod. Vollst. überarb. Ausg., Freiburg im Breisgau, Basel, Wien 2004 (= Herder-Spektrum, Band 5476)  3-451-05476-0.
- Monika Müller, Sylvia Brathuhn, Matthias Schnegg: Handbuch Trauerbegegnung und -begleitung. Theorie und Praxis in Hospizarbeit und Palliative Care. Göttingen 2013, ISBN 978-3-525-45188-5.

### Beiträge in Sammelwerken (in Auswahl)
- Matthias Schnegg, Fremd anmutendes Erleben Sterbender, in: Hubert Böke (Hrsg.), Georg Schwikart (Hrsg.), Michael Spohr (Hrsg.), Wenn Sterbebegleitung an ihre Grenzen kommt : Motivationen, Schutzräume und Problemfelder, Gütersloh 2002, ISBN 3-579-03287-9, S. 42–54.
- Matthias Schnegg, Die Zeit ist ein Erinnerer, in: Monika Müller (Hrsg.), David Pfister (Hrsg.): Wie viel Tod verträgt das Team? Belastungs- und Schutzfaktoren in Hospizarbeit und Palliativmedizin. Göttingen 2012, ISBN 978-3-525-40341-9, 307 – 310.

### Zeitschriftenartikel (in Auswahl)
- Matthias Schnegg, Anwalt des Undenkbaren. Sinn und Trost des Für-Haltens, in: Leidfaden, Heft 0, 2011, ISSN 2192-1202, S. 56–58.